# Эгильмар I
Эгильмар I (Элимар I; нем. Egilmar I, Elimar I; около 1055 — ранее 1112) — первый граф Ольденбурга (Egilmarus comes in confinio Saxonie et Frisie) (около 1088—1108), фогт монастыря Растреде; основатель Ольденбургской династии.

## Биография

### Происхождение и владения
Имеются утверждения, что Эгильмар I был потомком Видукинда, однако они никак не подтверждаются современной наукой.
Эгильмар I был племянником (сыном сестры) и (вероятно) наследником Хуно, графа в Растеде, упоминаемого в 1059 году. Их семья была родом из Оснабрюка, где имела владения в Леригау и Хазегау. Возможно, наследовал Фридриху — бездетному сыну графа Хуно.
Благодаря браку с Рихенцей Эгильмар I приобрёл территории к востоку от Везера.
Городок Ольденбург впервые назван в числе его владений в 1108 году. Столицей графства он стал гораздо позже.

### Правление
Саксонский граф Эгильмар впервые упоминается в 1091 году в документах бременско-гамбургского архиепископа Лимара как свидетель в судебном процессе, состоявшемся за несколько лет до того.
В 1108 году ушёл на покой в монастырь Убург, сохранив за собой графский титул.

### Семья
Жена Эгильмара I Рихенца была дочерью графа Дедо фон Дитмаршен (или Этелера фон Дитмаршен) и Иды фон Эльсдорф. У них было трое детей:
- Эгильмар II, граф Ольденбурга
- Христиан
- Гертруда

### Потомки
Эгильмар I — основатель Ольденбургской династии. Он предок по прямой мужской линии королей Великобритании, Дании, Норвегии, Швеции, Греции, российских императоров (Петра III и последующих). В число современных патрилинейных потомков Эгильмара I входят король Великобритании Карл III, королева Дании Маргрете II, король Норвегии Харальд V, король Греции Константин II, Мария Владимировна Романова. Нынешним старшим потомком Эгильмара по мужской линии является герцог Фридрих-Фердинанд, старший сын Кристофора Шлезвиг-Гольштейнского.